# Ткаченко Олександр Миколайович (боксер)
Олександр Миколайович Ткаченко (нар. 14 листопада 1955, Сталіно, Українська РСР, СРСР) — радянський боксер мінімальної та найлегшої вагових категорій, виступав за збірну СРСР у другій половині 1970-х років. Чемпіон Європи, чотириразовий чемпіон СРСР, учасник літніх Олімпійських ігор у Монреалі, заслужений майстер спорту, генеральний директор об'єднаної федерації боксу Донецької області. На даний час займає пост президента Федерації бокса маріонеткового утворення ДНР.

## Біографія
Олександр Ткаченко народився 14 листопада 1955 року в Сталіно. Навчався в загальноосвітній школі № 89, перебуваючи в п'ятому класі, разом з братом-близнюком Володимиром записався в секцію боксу — про набір дізнався випадково з оголошення. Займався під керівництвом заслуженого тренера Анатолія Коваленко, представляв спортивне товариство «Динамо».

## Спортивна кар'єра
Першого серйозного успіху на рингу домігся в 1972 році, коли потрапив у число призерів першості України серед юнаків, тоді як два роки по тому вигравав у мінімальній вазі усі юніорські змагання, в яких брав участь: став чемпіоном республіки, чемпіоном СРСР, чемпіоном Європи. За рахунок цих перемог пробився до дорослої збірної країни, виграв національну першість і з'їздив на чемпіонат Європи 1975 року в Катовіцах, де переміг усіх своїх суперників, в тому числі таких титулованих боксерів як Дьордь Гедо і Енріке Родрігес у півфіналі та фіналі відповідно.
Завдяки низці вдалих виступів Ткаченко удостоївся права захищати честь країни на літніх Олімпійських іграх 1976 року в Монреалі, проте вже у другому своєму матчі на турнірі несподівано зазнав поразки — не зміг пройти тайца Паяо Пултарат. На європейській першості 1977 року у Галле виступав в найлегшій ваговій категорії і завоював срібну медаль, у фінальному матчі поступився поляку Лешеку Блажинському. У 1978 році Олександр Ткаченко вчетверте став чемпіоном СРСР, але незабаром вирішив завершити кар'єру. Всього провів в аматорському боксі 198 боїв, з них 186 закінчив перемогою. У 1991 році йому було присвоєно почесне звання «Заслужений майстер спорту СРСР». Нині проживає в рідному Донецьку, є генеральним директором об'єднаної федерації боксу Донецької області.

## Спортивні здобутки

### Олімпійські ігри
На літніх Олімпійських іграх 1976 року в Монреалі провів дві зустрічі: у першій переміг домініканського спортсмена Елеонсіо Мерседеса, у другому поступився тайцю Паяо Пултарат.

### Чемпіонати Європи
- 1975 Катовиці (до 48 кг) — золото.
- 1977 Вейле (до 51 кг) — срібло.

### Чемпіонат Європи серед юніорів
- 1974 Київ (до 48 кг) — золото.

### Спартакіади та Чемпіонати СРСР
- 1973 Вільнюс Чемпіонат (до 48 кг) — бронза[2].
- 1975 Ташкент Спартакіада (до 48 кг) — золото[3].
- 1975 Ташкент Чемпіонат (до 48 кг) — золото[4].
- 1976 Свєрдловськ Чемпіонат (до 48 кг) — золото[5].
- 1977 Фрунзе Чемпіонат (до 51 кг) — золото[6].
- 1978 Тбілісі Чемпіонат (до 51 кг) — бронза[7].
- 1979 Москва Спартакіада (до 51 кг) — срібло.
- 1979 Москва Чемпіонат (до 51 кг) — золото[8].

#### Спартакіади та Чемпіонати УРСР
- 1975 Дніпропетровськ Спартакіада (до 48 кг) — золото[9].

### Участь в інших турнірах
24 січня 1976 року під час матчьової зустрічі СРСР—США Олександр Ткаченко у вазі до 48 кг здолав Луїса Кертиса.